# Кармалєйський археологічний район
Кармалєйськи археологічний район розташовано коло селя Кармалєйка Вадінського району Пензенської області у Надмокшанні у складі досліджених середньовічних мокшанських городища та могильника, а також двох виявлених селищ.
Обидві пам'ятки залишені одним населенням.

## Дослідження
Кармадєйські пам'ятки уперше обстежувалися М. Р. Полєсських у 1953-55 роках, й згодом Г. Н. Белорибкіним й О. В. Растороповим.

## Кармалєйський могильник
Кармалейский могильник майже повністю зруйнований ерозією берега Вадінського водосховища.
Археологічна пам'ятка датована 9-14 сторіччями. Найчисельніші у поховальному інвентарі виявлено залізні ножі.

## Кармалєйське городище
Кармалєйське городище, розташоване у 3 км від Кармалєйського могильника на краю надзаплавної тераси. Городище зі сторони поля має вал й рів з двома проїздами. Вал й рів з'єднані з двома ярами.
Зі сторони села Кармалійка місцевість городища обмежена навколо схилом тераси.
На городищі виявлено давньо-мокшанський посуд, характерний для початку 2-го тисячоріччя.
Кармалійске городище є єдиним укріпленим поселенням мокші-мордви початку 2-го тисячоріччя у сучасній Пензенській області.